# Liga Futsal Feminina
A Liga Futsal Feminina foi a principal competição feminina de futsal no Brasil entre os anos de 2005 a 2014. Foi substituída pelo Campeonato Brasileiro de Futsal Feminino, e este substituído pela Liga Nacional de Futsal Feminino

## Campeões

### Títulos por equipe
| Equipe          | Campeão | Vice-campeão | Terceiro lugar |
| --------------- | ------- | ------------ | -------------- |
| Unochapecó      | 6       | 1            | 1              |
| Kindermann      | 1       | 4            | 1              |
| Barateiro       | 1       | 1            | 1              |
| UNOPAR Londrina | 1       | 1            | 0              |
| Chimarrão       | 1       | 0            | 1              |
| Unifor          | 0       | 2            | 1              |
| Jaguaré         | 0       | 1            | 2              |
| Sabesp          | 0       | 0            | 1              |
| Unesc           | 0       | 0            | 1              |
| Criciúma        | 0       | 0            | 1              |

### Títulos por Estado
| Equipe            | Campeão | Vice-campeão | Terceiro lugar |
| ----------------- | ------- | ------------ | -------------- |
| Santa Catarina    | 8       | 6            | 5              |
| Paraná            | 1       | 1            | 0              |
| Rio Grande do Sul | 1       | 0            | 1              |
| Ceará             | 0       | 2            | 1              |
| São Paulo         | 0       | 1            | 3              |